# Grand Doyenné d'Avranches
Vous lisez un « bon article » labellisé en 2020.
Le Grand Doyenné, dit aussi manoir de Subligny, est un édifice médiéval laïc qui se dresse sur le territoire de la commune française d'Avranches, dans le département de la Manche en région Normandie.
C'est un très rare exemple d'architecture médiévale civile conservé dans l'espace de l'ancienne Basse-Normandie, avec la salle dite de l'Échiquier située dans l'enceinte du château de Caen.
La construction, seigneuriale à l'origine, est destinée au doyenné d'Avranches de la fin du XIIIe jusqu'à la fin du XVIIIe siècle. Après la Révolution française, elle fait l'objet d'une vente comme bien national, et un certain nombre de mutations a eu lieu depuis.
L'édifice, qui a fait l'objet de transformations au cours des siècles pour l'adapter aux besoins du temps, est étudié dans des travaux universitaires surtout à partir du début du XXIe siècle. Il a conservé nombre de ses caractéristiques originelles et est désormais considéré comme « un élément majeur du patrimoine architectural normand » selon l'expression de Nicolas-Méry.
Le doyenné est classé aux monuments historiques.

## Localisation

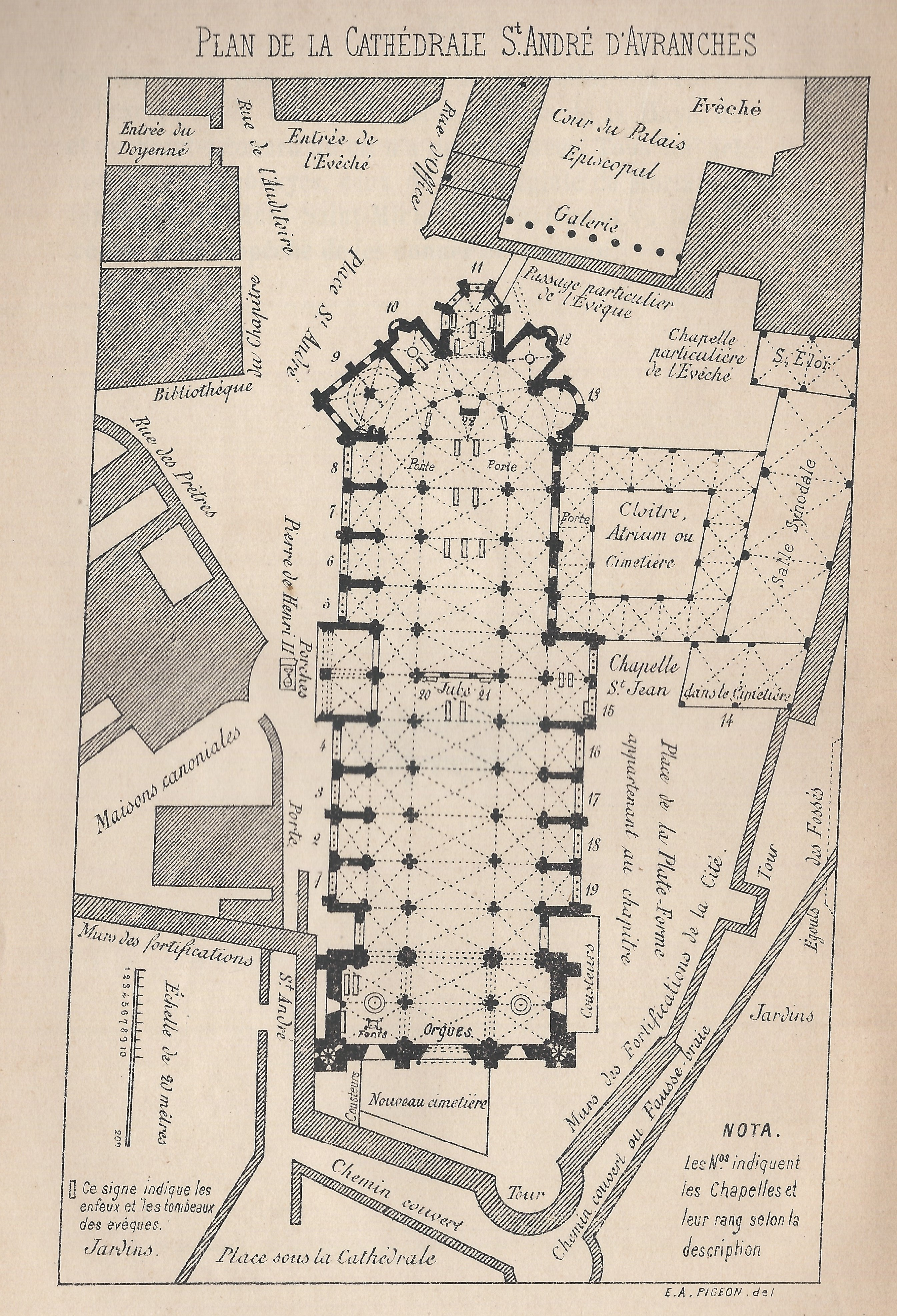
Plan de la cathédrale d'Avranches dans un ouvrage de 1888 avec la localisation de l'entrée du doyenné en haut à gauche.

Le doyenné est situé à Avranches, au no 26 rue d'Auditoire, dans le département français de la Manche. Le manoir, visible de loin, est situé « entre le pôle castral et le pôle épiscopal », à un point culminant de la ville médiévale, non loin du palais épiscopal et du site de la cathédrale.

## Historique

### Origines
Le bâtiment aurait été construit au milieu du XIIe siècle pour Hasculf de Subligny, seigneur d'Avranches et frère de l'évêque Richard de Subligny, fondateur de l'abbaye de la Lucerne. L'édifice est créé dans un contexte de dynamisme urbain, dans la seconde moitié du XIIe siècle.

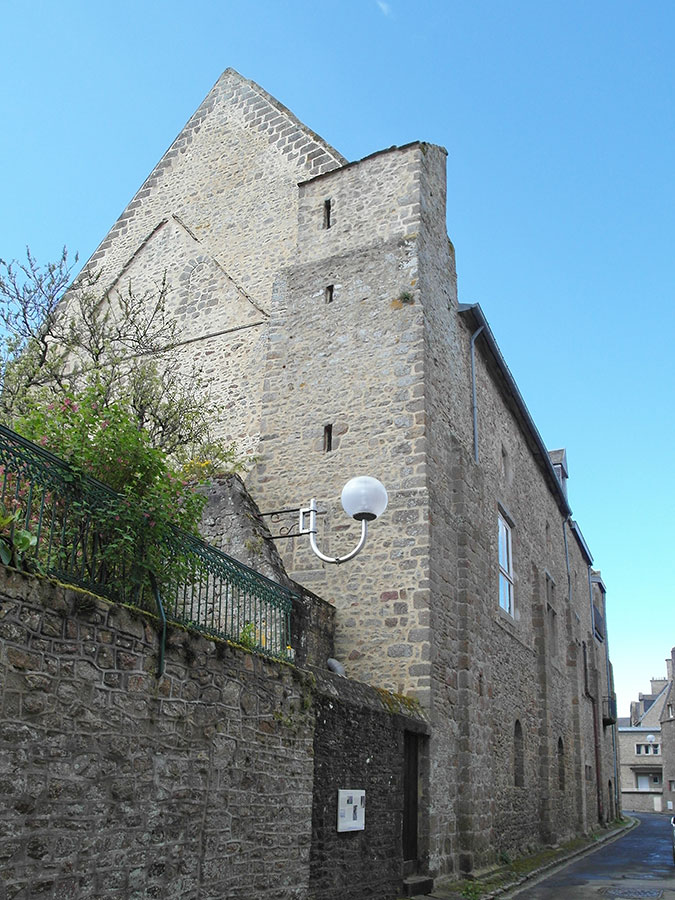
Façade nord et tourelle d'escalier.

L'édifice a donc d'abord une finalité civile alors que le fief est possession des Paisnel sur « plus de trois générations ». La famille de Subligny émerge du fait des bouleversements de la société anglo-normande, à la suite du naufrage de la Blanche-Nef en 1120. L'édifice n'a pu être érigé qu'avec l'accord de l'évêque et est une manifestation ostentatoire de la présence des Subligny dans la ville, pendant de l'abbaye présente quant à elle dans le secteur septentrional de leur domaine. L'édifice a peut-être accueilli Henri II Plantagenêt et sa suite lors de la pénitence du 21 mai 1172 après l'assassinat de Thomas Becket.
Au XIIe siècle, le doyenné est une salle d'apparat d'environ 230 m2 disposée au-dessus d'une salle voûtée. Un bas-côté de 100 m2 complétait cette salle. Vers 1200 un édifice est accolé au pignon oriental, correspondant à un habitat seigneurial de type « chamber-block ». Ce type de logis seigneurial reconnu dans le monde anglo-normand comportait un cellier et en partie haute une chambre destinée au seigneur. Un autre édifice séparé était destiné aux réceptions.
Avant 1274, l'édifice est aux mains de Jean Paisnel, seigneur de Marcey et descendant des Subligny. L'édifice est cédé, soit du fait de sa dégradation voire de sa ruine, soit du fait de la « déchéance matérielle [de la] famille ». De plus, au XIIIe siècle, le clergé de la ville a acquis un rôle de plus en plus grand dans la ville en particulier en termes d'aménagements urbains. Au XIIIe siècle, les fortifications de la ville sont restaurées et la ville haute voit ses limites fixées.
Le bâtiment devient le siège du doyenné d'Avranches selon une charte conservée aux archives départementales de la Manche et jusqu'à la Révolution française. Le document de la fin du XIIIe siècle est connu par une copie du XIVe siècle. L'édifice est alors en très mauvais état ; des travaux importants sont nécessaires.

### De la fin du Moyen Âge à la Révolution française

Localisation du Doyenné au XVIIIe siècle.

Des travaux importants sont réalisés par l'évêque Raoul de Thieuville et ses successeurs à partir de la fin du XIIIe siècle, dont le remplacement de la charpente. La salle est alors affectée aux activités du chapitre. Un nouvel élément est bâti à la fin du XIIIe siècle, le Petit Doyenné, accolé au Grand Doyenné.
À la fin du Moyen Âge, le bâtiment acquiert des qualités résidentielles, comme de nombreux édifices médiévaux. Au XVIe siècle, la salle est divisée en deux niveaux, avec de nouvelles ouvertures et une nouvelle charpente. Des cheminées sont alors installées, tout comme une cuisine pourvue d'une partie basse prenant appui sur le mur pignon médiéval. Cette cuisine conserve de nos jours une cheminée du début du XVIe siècle.

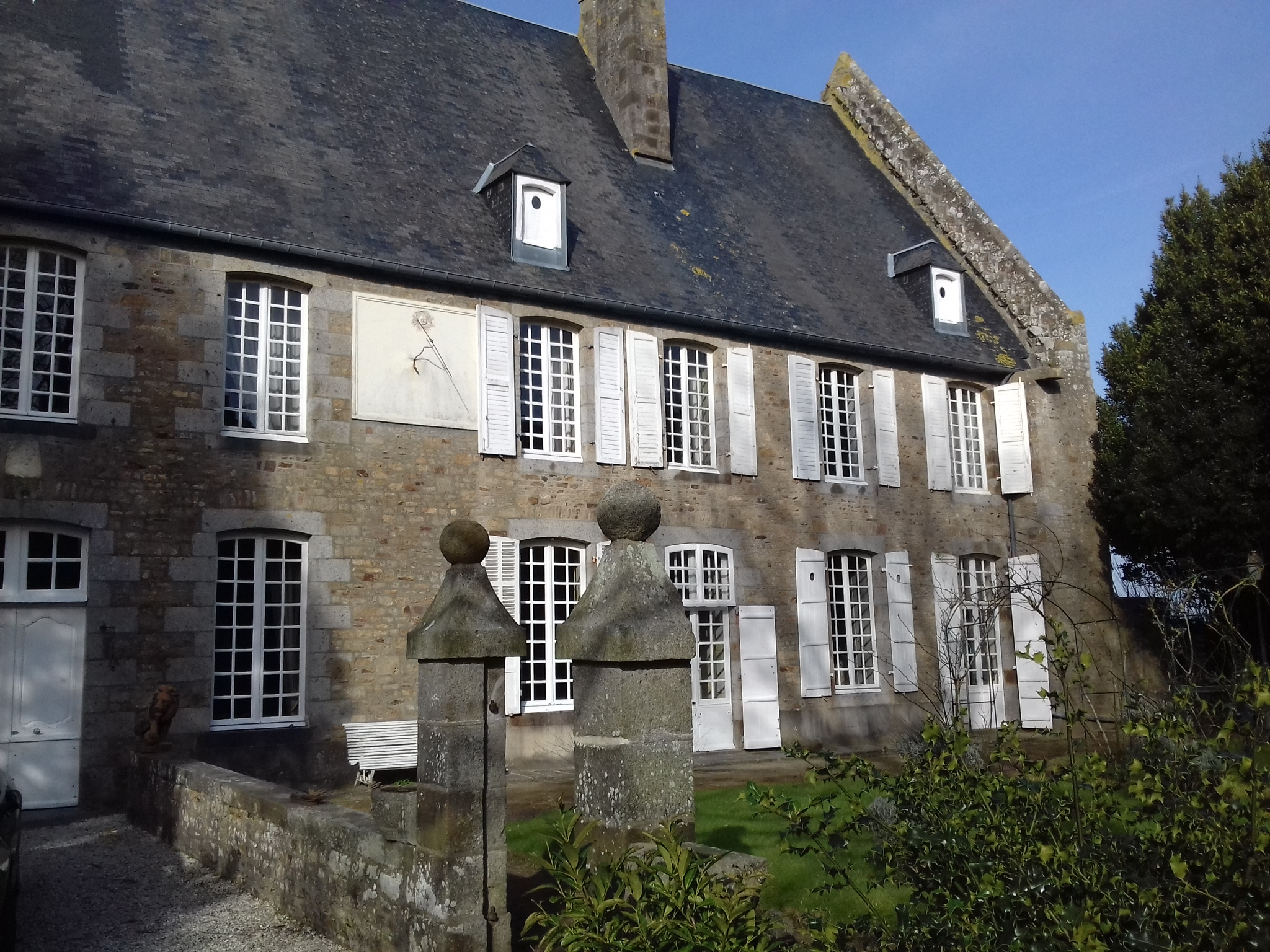
La façade sur jardin refaite en 1762.

L'édifice accueille Jacques II Stuart en 1690. Des travaux importants ont encore lieu dans la seconde moitié du XVIIIe siècle : la façade sud est refaite en 1762,, comme en témoigne un chronogramme sur une pierre ; l'épaisseur du mur est alors réduite de moitié. Le commanditaire de ces aménagements est un doyen arrivé en 1761, Charles Colin de Contrisson. Les espaces de vie sont réaménagés sur ses deniers : les appartements du doyen, « espaces privés et de réception », occupent le plain-pied et sont ornés de lambris et de boiseries. L'étage est destiné alors aux hôtes de passage et à leur domesticité. L'édifice devient dès lors « un hôtel particulier du XVIIIe siècle dans une enveloppe médiévale ».
Pendant la Révolution française, le site est vendu comme bien national puis sert de lieu de détention. Le cellier de l'édifice seul sert à cette fin et y sont détenus les aristocrates d'Avranches de la « fournée d'Avranches », avant leur transfert à Paris. Ils échappent à la guillotine, à la suite de la chute de Robespierre, et sont libérés en octobre 1794.

### Époque contemporaine

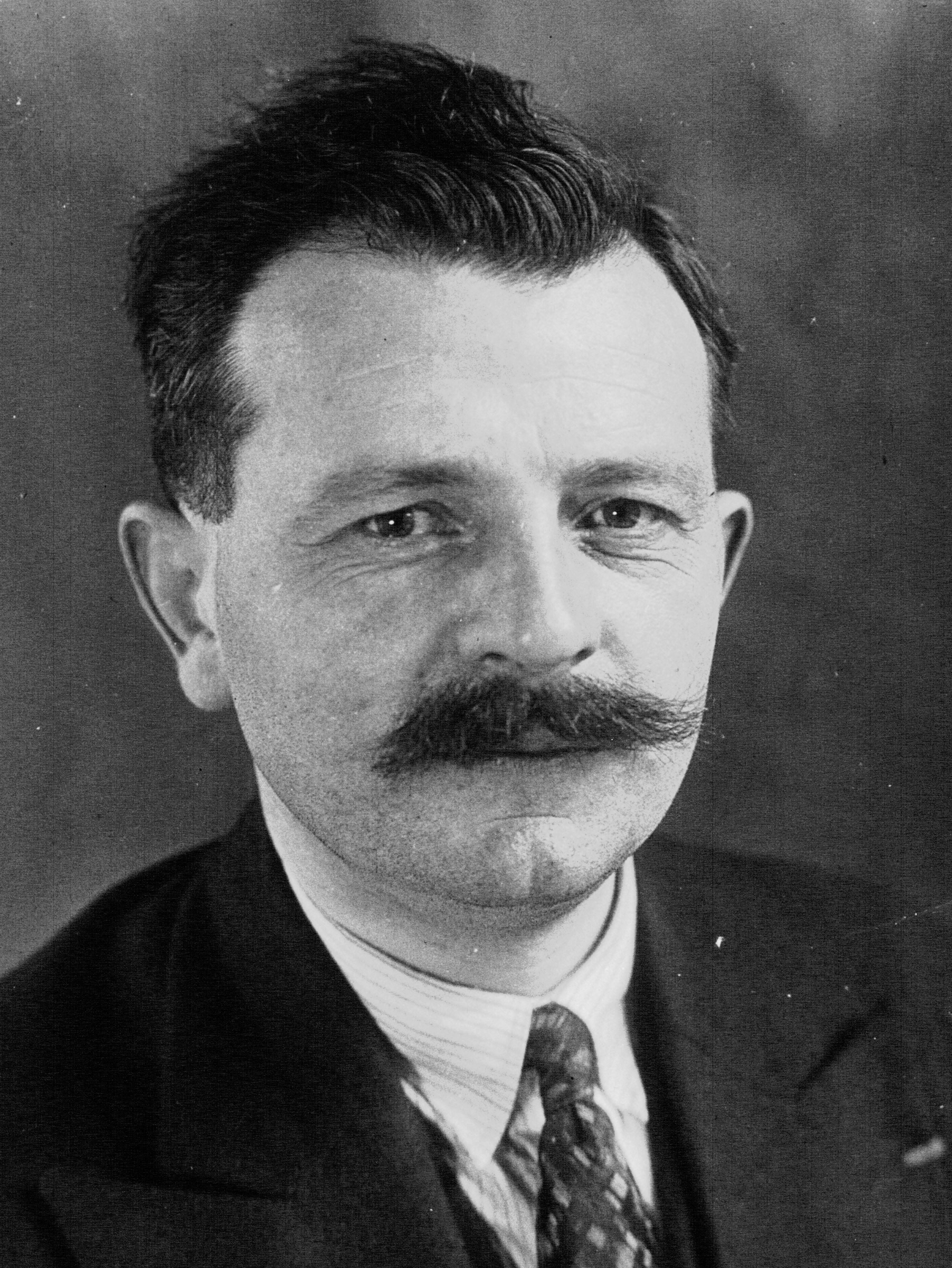
Maxime Fauchon (1894-1980), député et propriétaire de l'édifice sur une longue période au XXe siècle.

Le Doyenné est vendu en l'an IV. Le Petit Doyenné est détruit pour sa part entre la fin du XVIIIe et le début du XIXe siècle.
Le Doyenné sert de dépôt pour les manuscrits et ouvrages précieux de la bibliothèque d'Avranches en mai 1940, alors que l'édifice appartient au député Maxime Fauchon. Après l'occupation de la ville le 20 juin, les listes des inscriptions et des emprunts montrent que des Allemands, dont un universitaire qui est tué par la suite sur le front russe, viennent consulter des ouvrages à la fin de l'année. En juin 1942, les ouvrages sont envoyés au château d'Ussé où ils restent jusqu'en 1946. Contrairement à bien des immeubles de la ville, le Doyenné ne subit que de faibles dégâts durant les combats de la bataille de Normandie. Durant les bombardements, le cellier sert de refuge aux populations, après une réticence initiale du propriétaire.
Le bâtiment subit des dommages lors de la tempête du 26 décembre 1999. L'intérêt scientifique pour l'édifice ne remonte pas au-delà de 2000 à la suite d’une nouvelle mutation, les propriétaires ouvrant l'édifice au public et aux chercheurs. Le Doyenné est ouvert ainsi régulièrement pour des visites, comme lors des journées européennes du patrimoine. Des recherches complémentaires sont réalisées en octobre 2013.
Le Doyenné en totalité, avec le sol de la parcelle, est classé au titre des monuments historiques par arrêté du 19 octobre 2007. Une précédente inscription de l'auditoire, avec le sol de la parcelle, par arrêté du 13 octobre 2006 a été annulée,.
En mai 2019, l'édifice est mis en vente par les propriétaires qui le possédaient depuis 2001.

## Architecture

### Caractères généraux et matériaux

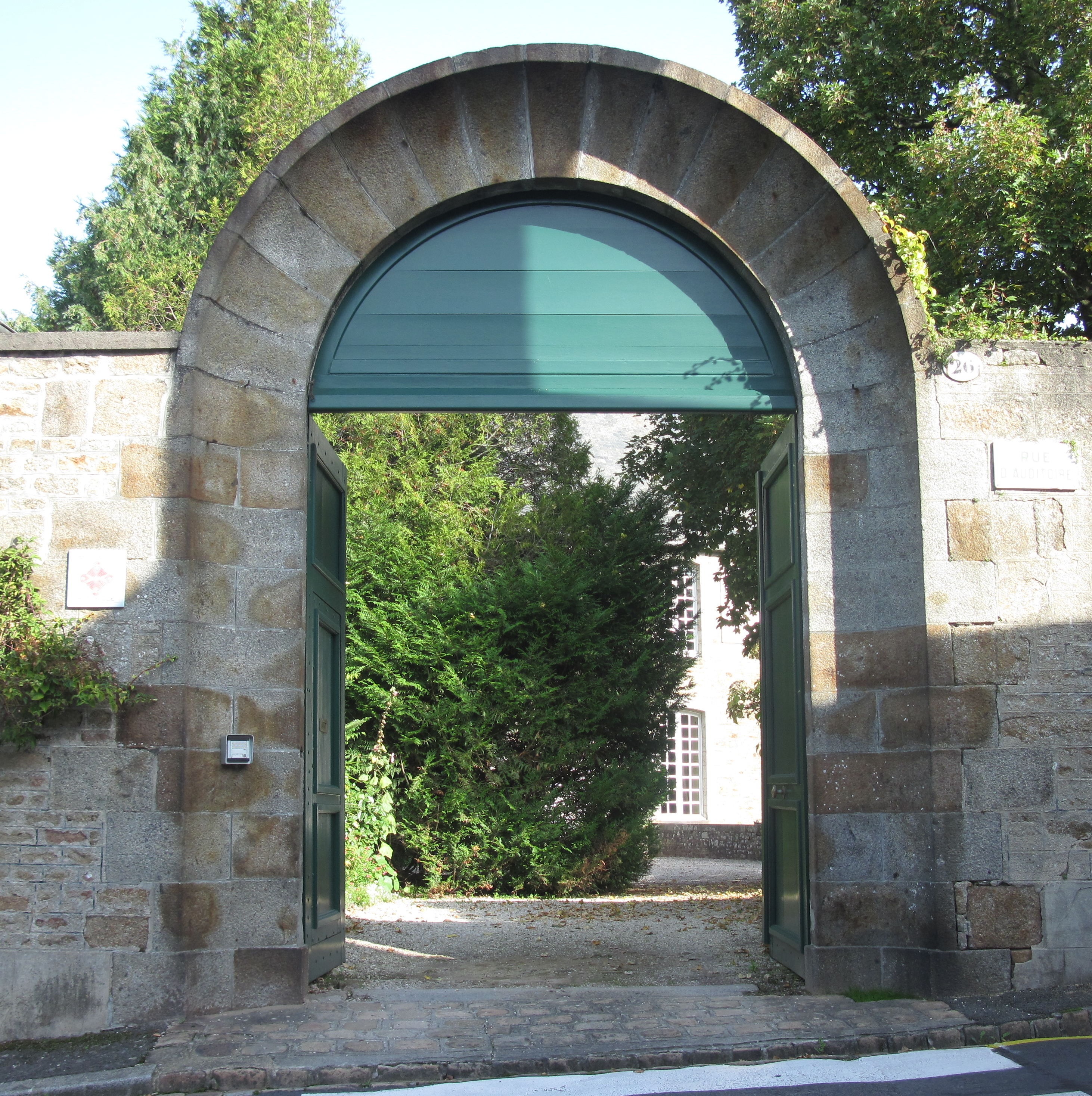
Portail d'accès à la cour.

La structure primitive de l'édifice roman est conservée, malgré les modifications apportées depuis sa construction. L'édifice est posé sur le rocher du côté de la rue de l'Auditoire et sur un remblai du côté de la cour.
Le mur nord a conservé ses caractères médiévaux dont des contreforts plats et une porte d'accès à la salle basse. Le mur a été réalisé dans un appareil typique fait de moellons de granit sauf les contreforts et les chaînages constitués de pierres taillées régulièrement. Certaines pierres issues de réemploi portent des traces d'incendie. La qualité de l'édifice tient davantage au mortier et aux maçonneries qu'aux matériaux utilisés. Le mur de la salle basse est large de 2,26 m. Le mur pignon a conservé son élévation médiévale avec une pente du toit davantage marquée qu'originellement.

### Charpente et couverture
La charpente est caractéristique de la fin du XVe siècle. Elle comporte huit travées et sept fermes. Elle est munie de poinçons numérotés, signe de « l'organisation du chantier ». Le bois utilisé alors est de qualité médiocre, issu d'« un environnement largement défriché » et l'étude a permis de relever des défauts de conception de la charpente.
L'édifice a connu plusieurs types de couverture : la première était peut-être composée de tuiles à ergot, puis deux étapes ultérieures de construction auraient connu une couverture de lauze, la couverture actuelle étant de l'ardoise fine d'Angers.

### Volumes
Le bâtiment mesure initialement 28 × 14 m. La superficie de la grande salle est de 230 m2 à l'origine. L'édifice possède actuellement une superficie totale de 550 m2.
Le mur gouttereau nord possède une hauteur de 13,50 m.
La grande salle primitive est divisée en deux niveaux aux XVe et XVIe siècles av. J.-C.. Les fenêtres ogivales sont transformées : le premier niveau est doté de fenêtres croisées alors que le niveau supérieur est éclairé par de modestes ouvertures.

### Salle basse

Le niveau 0.
vers 1150 : salle basse (A), chamber-block (B)
vers 1270 : Petit Doyenné (C)
vers 1500 : cuisine (D) et mur de refend
parcelle 21, rue de Lille
vers 1150 : remblai sous la cour
vers 1270 : remblai sous le Petit Doyenné
- limite moderne de propriété

La salle basse ou cellier comporte deux nefs et mesure 22,50 × 9,50 m et une hauteur sous voûte de 4,20 m. Quatre travées sont présentes dans cette salle. Elle possède une porte romane et permet de placer la grande salle à un niveau supérieur. La salle basse n'a pas été modifiée de façon importante depuis la construction. 
La salle disposait pour son éclairage de l'apport de baies à double ébrasement. En outre dans la salle se situe un point d'eau, un bassin de 0,50 m de profondeur alimenté par des remontées par les failles de la roche. La salle basse fait l'objet de travaux datables de manière imprécise de la fin du XIIIe au XVe siècle pour que le Petit Doyenné dispose d'un accès direct à ce lieu de stockage.

### Circulation
L'édifice comporte un escalier en vis au nord-est, datable de la construction originale. Cet escalier s'est en partie effondré probablement à cause de la destruction du Petit Doyenné. La porte qui mène du cellier à l'escalier est similaire à certaines conservées dans des édifices religieux d'époque romane de la région mais constitue un cas unique pour un usage en architecture civile. L'escalier menait à un chemin de ronde destiné à un « contrôle visuel de toute [la] zone » et non défensif. Un garde-corps non conservé, sauf son amorce, était présent.

### Niveau 1: salle d'apparat

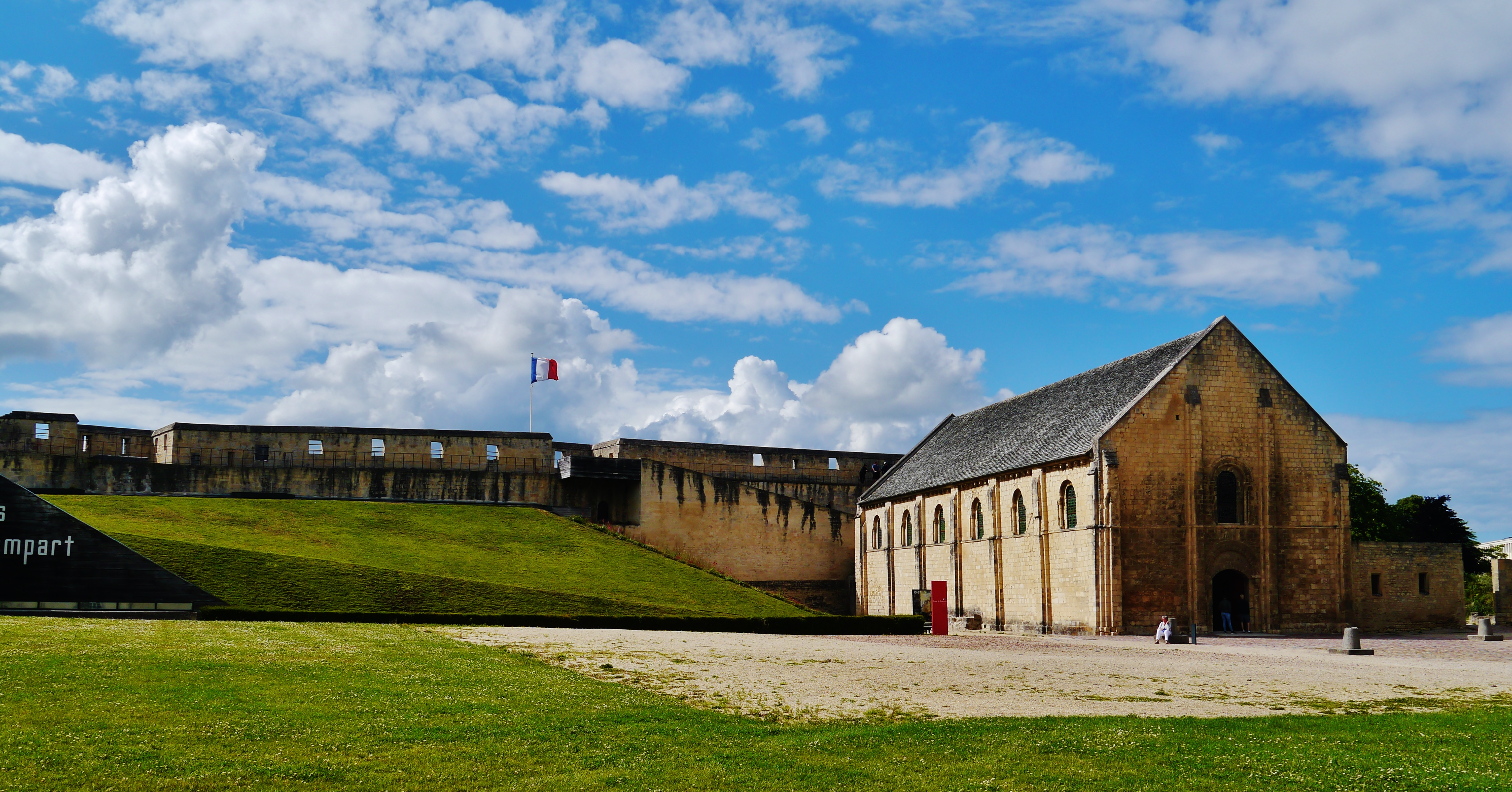
Vue générale de la salle de l'échiquier du château de Caen.

La salle mesure initialement 230 m2. Elle comporte quatre fenêtres, datées du XIIIe siècle dans la configuration actuelle, bien que modifiées au XVe siècle. Des baies étaient également situées sur les pignons, mais elles ont depuis été obturées.
Les recherches n'ont permis de retrouver trace ni de cheminées ni de latrines ou lavabos. La salle de l'échiquier du château de Caen, édifice assez comparable, ne possédait initialement qu'un foyer central et pas de cheminée.
Pour ce qui est des éléments de décor, des fragments d'enduits peints blancs avec du faux appareil de joints rouges ont été retrouvés. Un « semis de fleurs rouges sur fond blanc » était présent dans la tourelle de l'escalier. L'étude d'archéologie du bâti du mur oriental de l'édifice a également permis de retrouver des accès entre le Petit Doyenné et la grande salle, accès désormais murés.

## Partie d'un complexe manorial et interprétation

### Éléments disparus: salle seigneuriale et Petit Doyenné
- vers 1150 : grande salle (A), chamber-block (B)
- vers 1270 : Petit Doyenné (C)
- vers 1500 : cuisine (D)
- vers 1760 : réfection de la façade
- cour et grande salle
- parcelle 21, rue de Lille
- 1a, 1b, 2 et 3 : accès aménagés vers 1150
- 4 : accès aménagé vers 1270
- limite moderne de propriété

Le niveau 1 du doyenné et l'emplacement des éléments disparus du complexe.

Un édifice résidentiel destiné au seigneur était situé à proximité, appelé « chamber-block » par les archéologues britanniques. Ce type d'édifice possède en général deux niveaux. Au sud-est de la parcelle du doyenné se trouve un tumulus haut d'un mètre avec des vestiges du pignon, conservé sur une hauteur de trois mètres. L'édifice était situé à sept mètres seulement de l'angle du Grand Doyenné. Les vestiges d'une porte permettent d'envisager une construction contemporaine à ce dernier édifice. La partie inférieure de la construction abritait des « fonctions domestiques » et l'étage supérieur, « légèrement supérieur à la cour », était peut-être destiné à la chambre seigneuriale. Une fouille archéologique permettrait peut-être d'en savoir davantage sur « ce complexe seigneurial au potentiel archéologique rare ».
Le complexe ne possédait sans doute pas de chapelle, du fait de la présence d'une chapelle destiné à la famille des Subligny dans la cathédrale localisée à l'époque à cinquante mètres seulement.
Une cuisine était sans doute présente dès l'origine mais on ignore où elle se trouvait, Nicolas-Méry propose de la situer à l'emplacement de la cuisine datée de la fin du Moyen Âge bâtie sur[pas clair] un des pignons.
Un dernier élément dénommé Petit Doyenné est édifié après 1270, grâce à la construction d'un remblai. Un solin est visible dans le mur pignon ainsi qu'une fenêtre comblée lors de la construction de cet édifice. Le niveau du Petit Doyenné était situé au niveau de la grande salle du Grand Doyenné.

### Élément exceptionnellement préservé d'un complexe adapté aux nouveaux usages
La présence de tous ces éléments, même ceux disparus, de l'époque médiévale permet d'envisager qu'un complexe manorial était présent. Nicolas-Méry évoque à la suite des travaux réalisés que l'édifice serait une résidence seigneuriale laïque du XIIe siècle remarquablement conservée,. Les propriétaires étaient désireux d'« affirmer leur pouvoir au sein de la ville épiscopale fortifiée » et contrôlaient le commerce, source de leurs revenus.
Nicolas-Méry évoque l'hypothèse que le complexe a été cédé progressivement : le logis serait devenu l'auditoire du bailliage ou aurait été cédé ultérieurement. La grande salle quant à elle aurait servi de salle capitulaire ou pour les distributions d'aumônes aux pauvres. La salle basse servait pour le stockage des denrées, dont le vin produit localement.

## Le Grand Doyenné au cinéma
Le lieu a servi au tournage d'un téléfilm en 1966 avec Alice Sapritch, Le Chevalier Des Touches.